# Corallimorphus pilatus
Corallimorphus pilatus is een Corallimorphariasoort uit de familie van de Corallimorphidae. De wetenschappelijke naam van de soort is voor het eerst geldig gepubliceerd in 2002 door Fautin, White & Pearson.